# أرمين بومغارتن
أرمين بومغارتن (بالألمانية: Armin Baumgarten) هو نحات ورسام ألماني، ولد في 25 سبتمبر 1967 في فولفسبورغ في ألمانيا.